# Vermicelli de ostra
Los vermicelli de ostra son un tipo de sopa de fideos popular en las cocinas de Taiwán. Sus ingredientes principales son las ostras y los vermicelli (fideos finos) taiwaneses. Uno de los lugares famosos que los sirven está en la calle Dihua, en Dadaocheng (Taipéi), que incluye una variedad rojiza de vermicelli.
Una receta alternativa son los vermicelli con intestino delgado, que sustituye las ostras por trocitos de intestino delgado de cerdo.